# Paul Winiker (Generalleutnant)
Paul Friedrich Richard Winiker (* 13. August 1859 in Minden; † 1. Dezember 1923 in Nordshausen bei Kassel) war ein preußischer Generalleutnant im Ersten Weltkrieg.

## Leben
Winiker trat in die Kaiserliche Armee ein und wurde 1877 im Infanterie-Regiment 83 charakteristischer Portepeefähnrich, wobei er später zum Infanterie-Regiment 28 ging und wo er im März 1879 Secondeleutnant wurde. Zurück im Infanterie-Regiment 83 erfolgte 1888 seine Beförderung zum Premierleutnant. Im Infanterie-Regiment 143, wo er Kompaniechef war, wurde er Anfang 1904 Major. Am 21. Februar 1911 wurde er zum Oberstleutnant befördert und war 1912 im Stab des Infanterie-Regiments 142.
Als Oberst war er vom 1. Oktober 1913 bis 23. Dezember 1914 Kommandeur des Infanterie-Regiments 137. Das Regiment nahm an den Schlachten in Lothringen und bei Nancy-Epinal teil und wurde während der Schlacht an der Somme Ende 1914 aufgerieben. 1915 wurde er Kommandeur der 62. Infanterie-Brigade. Am 1. November 1916 wurde er zum Generalmajor befördert.
Vom 26. August 1917 bis 26. Dezember 1917 war er Kommandeur der 18. Reserve-Division, welche in Flandern kämpfte. Vom 10. Februar 1919 bis 30. April 1919 war er erneut Kommandeur der 62. Infanterie-Brigade.
Sein Nachlass befindet sich heute in der von Melle Bibliothek in Hamburg.